# 마틴 파울러
마틴 파울러(Martin Fowler, 1963년 12월 18일 ~ )는 미국의 소프트웨어 개발자, 소프트웨어 개발 부문의 저자이자 국제적 연설가로서 객체 지향 분석 및 설계, UML, 패턴, 애자일 소프트웨어 개발 방법론(익스트림 프로그래밍 포함)을 전문으로 하고 있다.
1999년 책 리팩터링(Refactoring)은 코드 리팩터링을 널리 보급하였다. 2004년, 아키텍처 패턴의 하나인 프레젠테이션 모델(Presentation Model, PM)을 선보였다.